# Achstetten

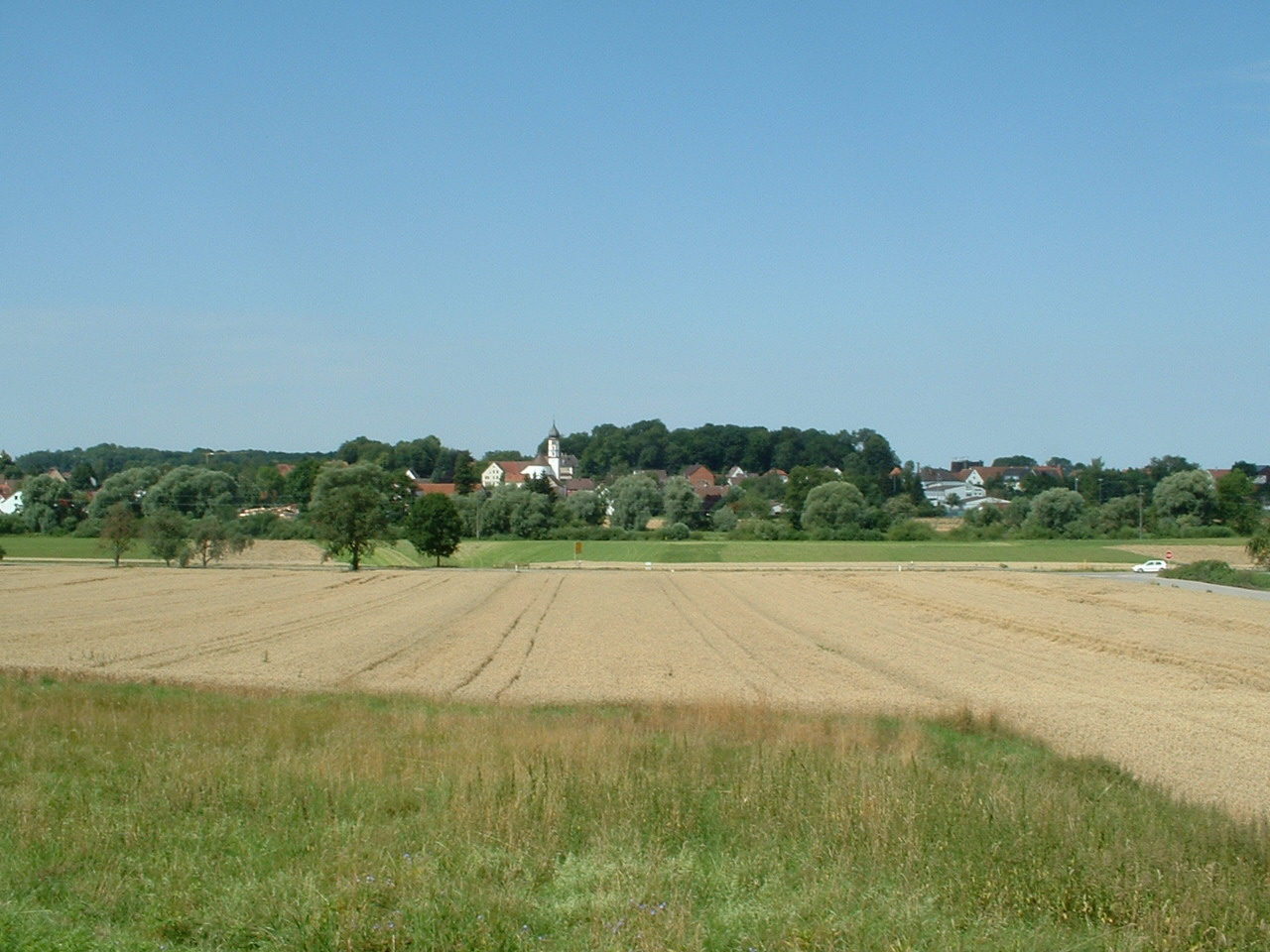
Achstetten

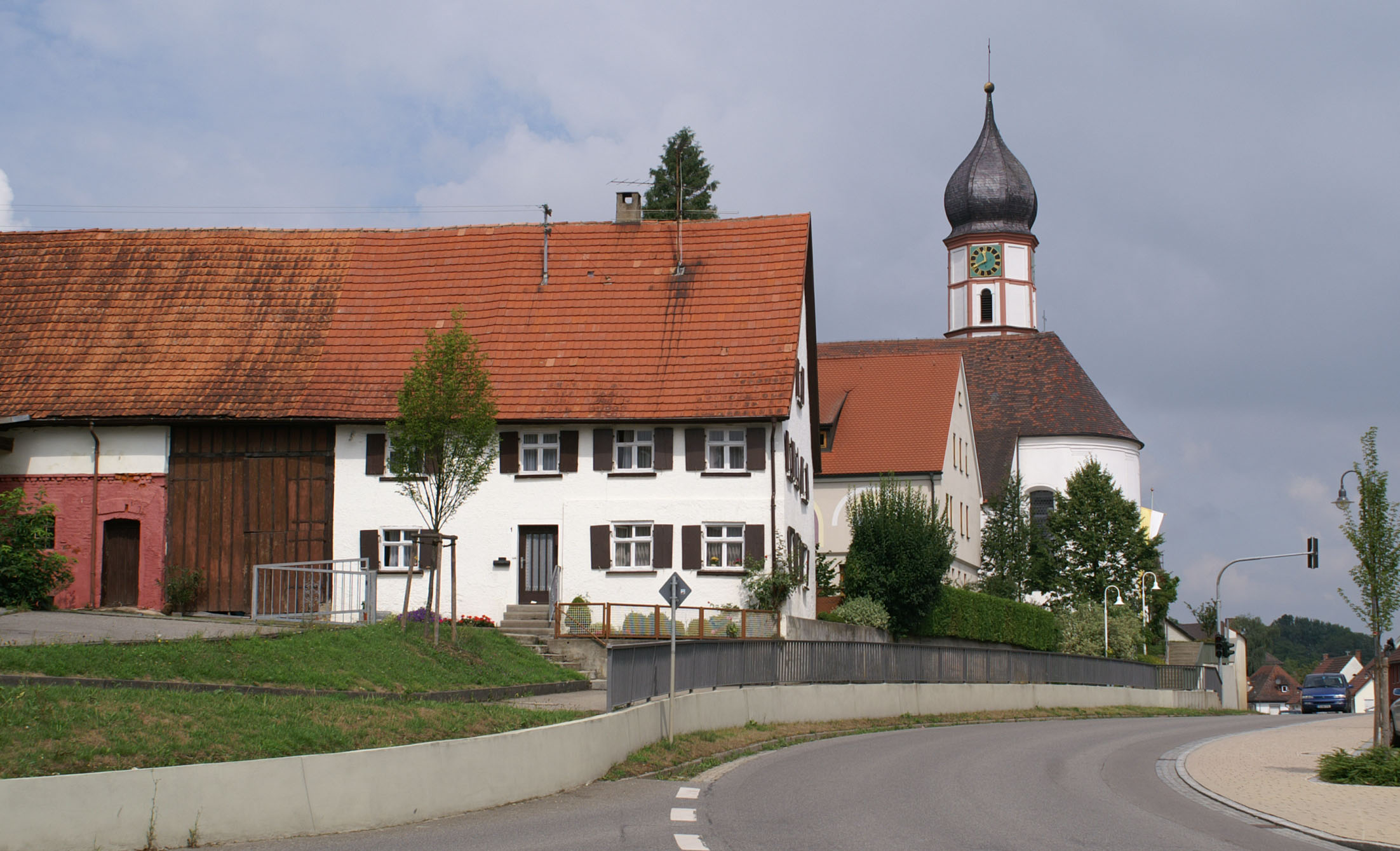
Achstetten - Ortsmitte mit Kirche St. Oswald (2006)

Die Gemeinde Achstetten ist die nördlichste Gemeinde im Landkreis Biberach in Baden-Württemberg.

## Geographie

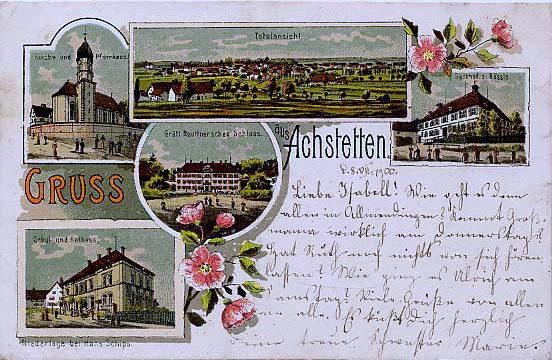
Achstetten um 1900

Achstetten liegt in Oberschwaben im Tal der Rot etwa fünf Kilometer nordnordöstlich von Laupheim.
Die Gesamtgemeinde Achstetten besteht aus den Teilgemeinden Achstetten, Bronnen, Oberholzheim und Stetten.

## Geschichte

### Überblick
Die Herrschaft Achstetten wurde erstmals 1194 in einer Urkunde von Papst Coelestin III. erwähnt. Im 14. Jahrhundert kam der Ort unter die Herrschaft der Herren von Freyberg. Über weitere Besitzer – teilweise war das Dorf auch unter verschiedenen Besitzern aufgeteilt – fiel die Landeshoheit 1806 an das Königreich Württemberg. Dort wurde es 1810 dem Oberamt Wiblingen zugeteilt und kam 1845 zum neu gegründeten Oberamt Laupheim. Im Zuge der Kreisreform 1938 wurde Achstetten mit dem Großteil des Oberamtes Laupheim in den neuen Landkreis Biberach eingegliedert. 1945 wurde Achstetten Teil der Französischen Besatzungszone und kam somit zum neu gegründeten Land Württemberg-Hohenzollern, welches 1952 im Land Baden-Württemberg aufging.

- Siehe auch: Burg Stetten

### Eingemeindungen
Bei der Gemeindereform in Baden-Württemberg wurden die ehemals selbständigen Gemeinden zum 1. März 1972 (Oberholzheim), 1. November 1972 (Bronnen) und 1. Januar 1975 (Stetten) in die Gemeinde Achstetten eingemeindet.

### Einwohnerentwicklung
Einwohnerentwicklung der Gemeinde Achstetten einschließlich der heutigen Ortsteile:
| Jahr      | 1939 | 1961 | 1970 | 1987 | 1990 | 1995 | 2000 | 2005 | 2010 | 2015 | 2020 |
| --------- | ---- | ---- | ---- | ---- | ---- | ---- | ---- | ---- | ---- | ---- | ---- |
| Einwohner | 1899 | 2071 | 2472 | 3088 | 3207 | 3519 | 3744 | 3756 | 4175 | 4501 | 5020 |

## Politik

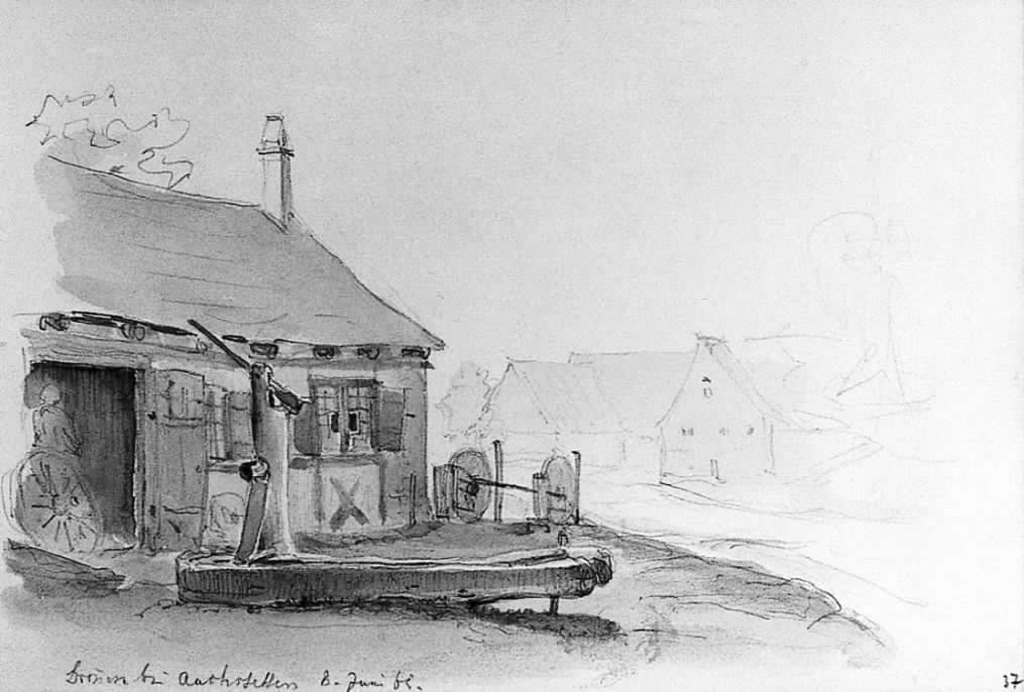
Achstetten, Brunnen. Aquarell von Eduard von Kallee, 1861

### Gemeinderat
In Achstetten wird der Gemeinderat nach dem Verfahren der unechten Teilortswahl gewählt. Dabei kann sich die Zahl der Gemeinderäte durch Überhangmandate verändern. Der Gemeinderat besteht aus den 19 gewählten ehrenamtlichen Gemeinderäten und dem Bürgermeister als Vorsitzendem. Der Bürgermeister ist im Gemeinderat stimmberechtigt. 
Die Kommunalwahl am 9. Juni 2024 führte zu folgendem Ergebnis: Die Wahlbeteiligung lag bei 67,29 % (2019: 64,6 %).
| Partei                        | Ergebnis 2024 | Sitze | Ergebnis 2019   |
| Unabhängige Wählervereinigung | 52,76 %       | 10    | 55,0 %, 9 Sitze |
| Bürgerliche Wählervereinigung | 47,24 %       | 9     | 45,0 %, 8 Sitze |

### Bürgermeister
Bürgermeister ist seit dem 1. November 2022 Dominik Scholz (CDU). Er wurde am 4. September 2022 mit 56,5 Prozent der Stimmen gewählt. Er folgte Kai Feneberg nach, der von 1998 bis 2022 amtierte. Feneberg wurde zuletzt im August 2014 mit 55,1 Prozent der Stimmen wiedergewählt. Bei der Bürgermeisterwahl 2022 trat Feneberg nicht erneut an.

### Wappen
| Wappen von Achstetten | Blasonierung: „In Blau ein doppelreihig von Rot und Silber geschachteter Schrägbalken, oben von einer, unten von zwei silbernen Kugeln begleitet.“ |
| Wappen von Achstetten | Wappenbegründung: Aus dem Wappen der Freiherren von Freyberg, die von 1356 bis 1625 Ortsherren waren, sind die drei silbernen Kugeln in Blau entnommen. Der rot-silbern geschachtete „Zisterzienserbalken“ erinnert an das Kloster Gutenzell, mit dem sich die Herren von Freyberg ab dem Jahr 1447 die Ortsherrschaft teilten. |

Wappen der ehemals selbständigen Gemeinden und heutigen Ortsteile

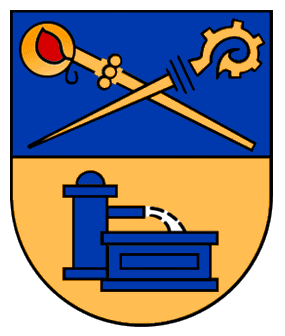
Bronnen
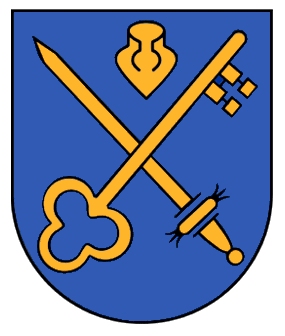
Oberholzheim
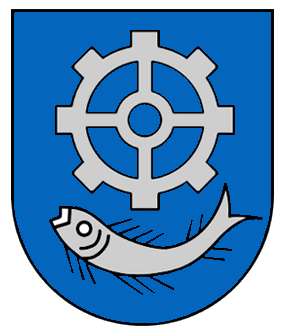
Stetten

## Wirtschaft
Im Jahr 2022 erzielte Achstetten Einnahmen aus der Gewerbesteuer in Höhe von 4,19 Millionen Euro. Mit einem Gewerbesteuerhebesatz von 340 % liegt die Gemeinde unter dem durchschnittlichen Gewerbesteuerhebesatz Deutschlands. Dieser beträgt 407 % (Stand: 2023).

## Kultur und Sehenswürdigkeiten

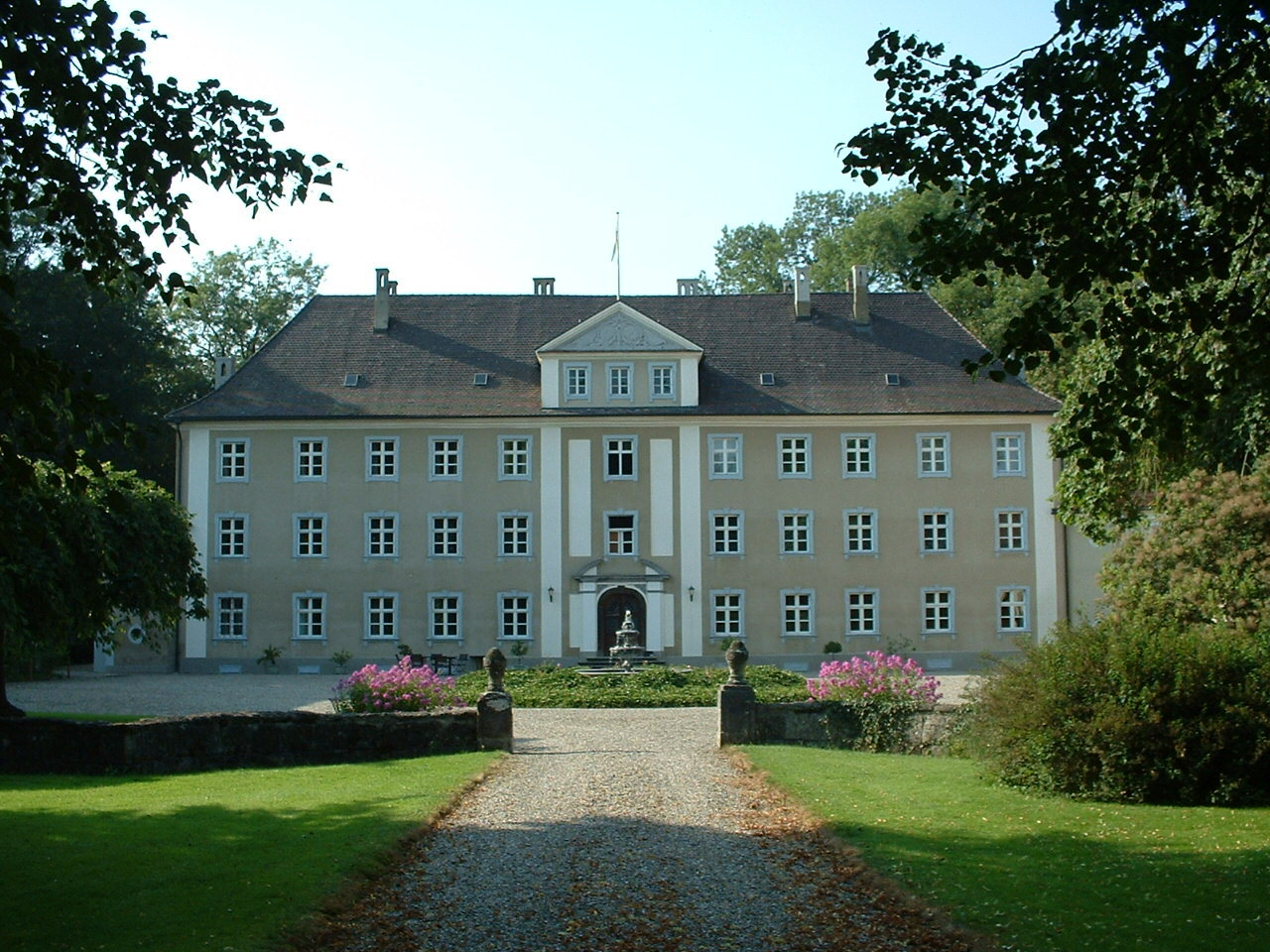
Schloss Achstetten

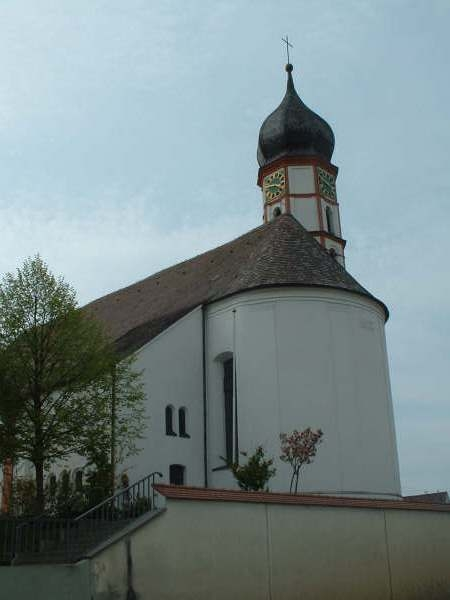
Kirche der Heiligen Oswald und Agatha

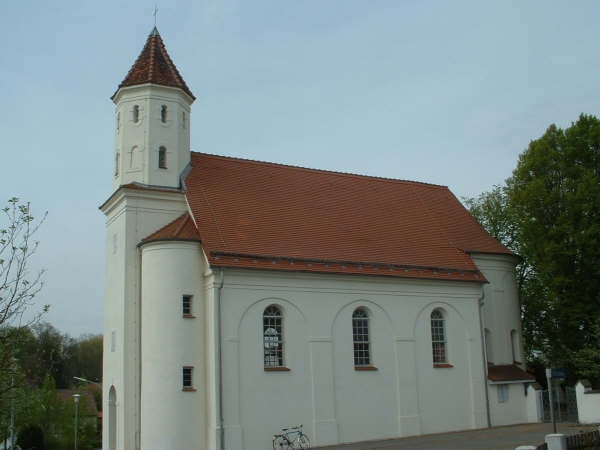
Kapelle Mariae Verkündigung

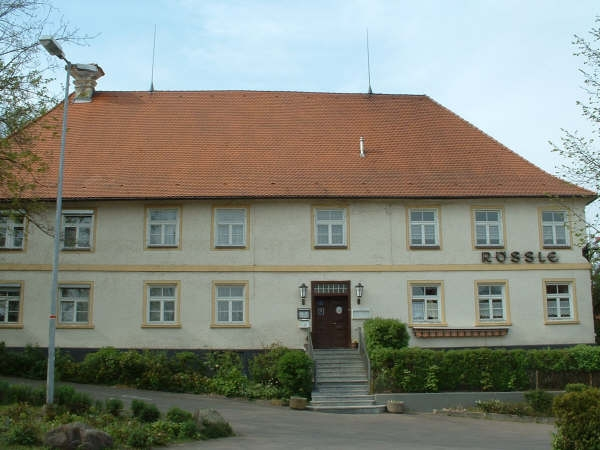
Landgasthof Rössle aus dem 18. Jahrhundert

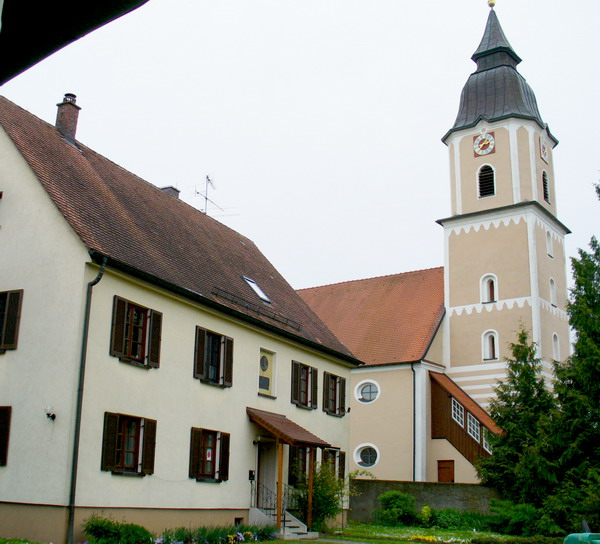
Wieland-Geburtshaus und evangelische Kirche in Oberholzheim

### Bauwerke

#### Schloss Achstetten
Schon 1386 wurde eine Burg in Achstetten erwähnt. Aus dem Jahr 1449 ist ein die Burg umfassender Burggraben überliefert. Die Burg wurde im Verlauf des Bauernkriegs 1525 durch aufständische Bauern zerstört. Ein Wiederaufbau der Burg wurde im Jahr 1583 erwähnt. Der letzte Komtur der Deutschordensritter, Freiherr Beat Conrad Reuttner von Weyl, ließ das Schloss an der Stelle von Vorgängerbauten durch den offiziellen Architekten der Deutschordensritter, Franz Anton Bagnato, 1794 im klassizistischen Stil renovieren und umbauen. Bagnatos Entwurf bestand aus einem unverzierten, dreistöckigen Gebäude als Wohnbereich und zwei Flügeln, die als Wirtschaftsgebäude dienten. Das Schloss wird noch von der gräflichen Familie Reuttner von Weyl bewohnt.

#### Kirche der Heiligen Oswald und Agatha
Achstetten gehörte ursprünglich zur Pfarrei Laupheim. 1442 stifteten die Freiherrn von Freyberg eine eigene Pfarrei. Sie unterstand der Reichsabtei Ochsenhausen. Die Reichsabtei ließ 1625 die bestehende mittelalterliche Kirche abbrechen und die Kirche der Heiligen Oswald und Agatha errichten. 1823 wurde der Kirchturm erhöht und im Jahre 2001 eine neue Orgel installiert. Der Bogengang ist in zwei Teile geteilt: ein Teil für das gemeine Volk und ein zweiter Teil, dessen Benutzung nur den Angehörigen der gräflichen Familie gestattet war. Dieses abgesonderte Abteil für die Adligen ist mit dem Schloss durch einen Gang, der auf hölzernen Säulen verläuft, verbunden. Ein ähnliches Bauwerk war auch in Laupheim vorhanden. Dort ist es jedoch nur noch in Fragmenten erhalten.

#### Kapelle Mariae Verkündigung
Die Kapelle Mariae Verkündigung wurde unmittelbar nach dem Dreißigjährigen Krieg um 1650 erbaut. Geplant als Grablege für die Freiherrn von Freyberg, erfüllt sie heutzutage dieselbe Funktion für die ortsansässigen Grafen Reuttner von Weyl. Die Kapelle wurde als ein außen und innen mit flachen Wandpfeilern gegliederter Saalbau mit einem halbrund geschlossenen Altarraum und spitzgedeckten Westturm errichtet.

#### Landgasthof Rössle
Schon 1449 wurde eine Taverne in Achstetten erwähnt. 1573 legten die beiden Dorfherrschaften fest, dass es neben diesem Gasthaus kein anderes in Achstetten geben sollte. Schon damals wurde die Örtlichkeit als Versammlungsort der Gemeinde genutzt. Das heutige Gebäude wurde Anfang des 18. Jahrhunderts errichtet, diente bis 2008 als Gasthof und ist heute ein Wohnhaus. Im Jahr 2011 wurde das denkmalgeschützte Gebäude grundlegend saniert und wird nun als Handwerkerhotel geführt.

#### Wieland-Geburtshaus
Im evangelischen Pfarrhaus von Oberholzheim wurde am 5. September 1733 der Dichter und Schriftsteller Christoph Martin Wieland geboren. Das obere Stockwerk wurde erst im 19. Jahrhundert aufgesetzt. 1976 wurde im Geburtszimmer ein kleines Gedenkzimmer mit Schreibtisch und Ausgaben von Wielands Werken eingerichtet. An den Wänden hängen eine Ahnentafel, Kupferstiche und Zeichnungen sowie ein Abguss von Wielands Totenmaske. Auf Wunsch kann auch Einsicht in das Taufregister mit den Eintragungen zu Wielands Geburt genommen werden. Zu Wielands 200. Geburtstag am 5. September 1933 wurde über der Haustüre eine Gedenktafel angebracht.

### Sport
Der Fußballverein TSG Achstetten stieg als Meister der Bezirksliga in der Saison 2010/11 nach zehnjähriger Abstinenz wieder in die Landesliga 4 auf. Daneben existieren in der Gemeinde noch die Sportfreunde Bronnen.

## Söhne und Töchter der Gemeinde
- Christoph Martin Wieland (1733–1813), Dichter
- Karl Reuttner von Weyl (1801–1874), Rittergutsbesitzer, Herr auf Achstetten, Abgeordneter des Württembergischen Landtags
- Oskar Ameringer (1870–1943), deutsch-amerikanischer Publizist und Politiker

## Verkehr
Westlich von Achstetten verläuft die Bahnstrecke Ulm–Friedrichshafen (Südbahn). In Bronnen gab es früher einen kleinen Bahnhof an der Bahnstrecke Laupheim West–Schwendi, von dem das Empfangsgebäude noch erhalten ist. Ebenso hatte die Gemeinde mit dem Bahnhof Achstetten-Rißtissen einen Bahnanschluss an der Südbahn. Des Weiteren gibt es in Achstetten und seinen Ortsteilen Bushaltestellen. Von dort aus gelangt man in die nahegelegene Große Kreisstadt Laupheim.
Durch eine Alltagsroute aus dem Radnetz Baden-Württemberg ist Achstetten über den Ortsteil Stetten und über Dellmensingen (Stadt Erbach) mit Ulm und in der anderen Richtung mit Laupheim verbunden. Durch Achstetten verläuft als Landes-Radfernweg der Donau-Bodensee-Radweg, er führt von Ulm zum Bodensee nach Kressbronn und verläuft dabei wie die Alltagsroute von Dellmensingen nach Achstetten, weiter aber über den Ortsteil Bronnen nach Laupheim.